# Veckända i Stockholm
Veckända i Stockholm är en svensk porrfilm från 1976 i regi av Anne-Marie Berglund. Berglund medverkar även som skådespelare tillsammans med Knud Jørgensen och Lena Bergström.
Filmen handlar om en ung kvinna som kommer till Stockholm för att hälsa på sin väninna Maria. På natten har de båda kvinnorna gruppsex tillsammans med Maries pojkvän Jan och dennes vän Kent.
Veckända i Stockholm premiärvisades den 6 september 1976 på biograf Rio i Örebro och hade Stockholmspremiär den 18 oktober samma år på biograf Fenix.

## Rollista
- Anne-Marie Berglund – den unga kvinnan
- Knud Jørgensen – Kent
- Lena Bergström – Kents väninna (hennes enda filmroll)